# Irma Weiland
Irma Weiland, geb. Lübkert (* 15. März 1908 in Hamburg; † 1. September 2003 ebenda), war eine Malerin und Zeichnerin.

## Leben

### Ausbildung

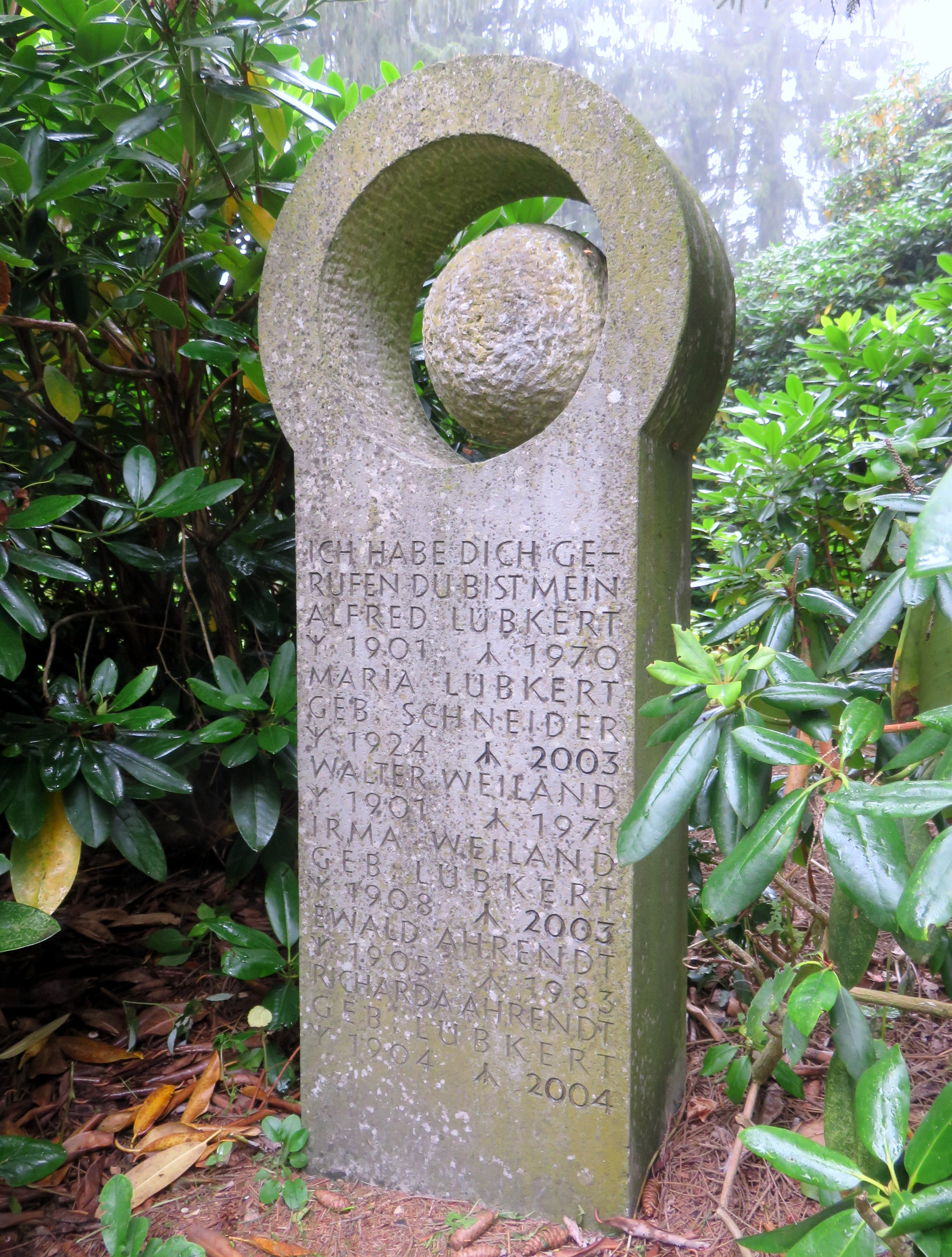
Grabstätte für Irma Weiland
auf dem Friedhof Ohlsdorf

Irma Weiland begann nach Erlangen der Mittleren Reife ihre künstlerische Ausbildung um 1923 an der Altonaer Kunstschule mit dem Schwerpunkt Kunstgewerbe. Dort war sie eine Schülerin von Berthold Claus. Nach einem Jahr musste sie die Schule wegen schwieriger wirtschaftlicher Verhältnisse wieder verlassen. Sie begann eine Lehre als Dekorateurin und fand schließlich 1928 eine Anstellung als Reklame- und Kulissenmalerin im Hamburger Variété-Theater Alcazar auf St. Pauli.
Nach der Machtübergabe an die Nazis 1933 verlor sie ihren Job, weil sie auf einem Kulissenbild Südseebewohner dargestellt hatte. Zusätzlich sprachen die Behörden ein Berufsverbot aus.
Dennoch nahm sie das Kunststudium wieder auf und studierte an der Hamburger Landeskunstschule am Lerchenfeld bei Rudolf Neugebauer. 1934 heiratete sie den Lehrer Walter Weiland (1901–1971), mit dem sie zwei Kinder bekam. Ab 1936 nahm sie privaten Unterricht bei dem ehemaligen Mitglied der Hamburgischen Sezession Fritz Kronenberg. Seine künstlerische Auffassung und eine Zeit lang auch sein vom französischen Kubismus beeinflusster Stil sollten Weiland nachhaltig prägen.
Irma Weiland starb Anfang September 2003 im Alter von 95 Jahren. Sie wurde in Hamburg auf dem Ohlsdorfer Friedhof im Planquadrat X 25 nordöstlich von Kapelle 2 beigesetzt.

### Werk
Da das vor dem Zweiten Weltkrieg entstandene Œuvre durch einen Bombenangriff fast völlig zerstört wurde, existieren nur wenige Arbeiten aus dieser frühen Phase, in der sie die Form- und Perspektivelemente des Kubismus variierte und mit der zurückgenommenen Farbensprache nuanciert zu arbeiten wusste.
Einen umfangreichen und wichtigen Teil des Werkes nehmen Zeichnungen ein. Weiland arbeitete oft mit Blei- oder Farbstiften sowie mit Feder und Tusche. Häufig skizzierte sie vor der Natur und arbeitete den Entwurf später im Atelier aus. Vor allem von den zahlreichen Reisen (Frankreich, Italien, Griechenland, Balkan und Irland) existieren entsprechende Handzeichnungen, in denen sie ihre Landschaftseindrücke festhielt. Die ausgearbeiteten Zeichnungen gehen jedoch über die reine Landschaftswiedergabe hinaus. Durch ihren exakten Zeichenstrich und ihre surreale Farbgebung wirken diese Landschaften wie unter einer Glasglocke.
Auch in ihren Gemälden lassen sich seit den 1970er Jahren surreale Einflüsse ausmachen, in denen neben kühler Präzision auch eine gewisse Starrheit in der Darstellung anzutreffen ist.

### Mitgliedschaften
Irma Weiland war Mitglied der GEDOK und im Bundesverband Bildender Künstlerinnen und Künstler (BBK).

### Auszeichnungen
1990 erhielt sie für ihr Werk den Arnold-Fiedler-Preis.
Irma Weiland starb am 1. September 2003 in Hamburg. Ein Teil ihres Nachlasses wurde 2008 dem Forum für Nachlässe von Künstlerinnen und Künstlern in Hamburg übergeben.

## Ausstellungen
- Deutscher Künstlerbund. 27 Jahresausstellung. Kunstgebäude am Schloßplatz. Stuttgart 1979
- Ausstellungspremiere. Forum für Nachlässe von Künstlerinnen und Künstlern e.V. Hamburg 2005
- Irma Weiland. 1908-2003. Malerei, Aquarell, Zeichnung. Eine Werkschau anlässlich des 100. Geburtstages der Künstlerin. Forum für Nachlässe von Künstlerinnen und Künstlern e.V. Hamburg 2008